# Лесной (Шемышейский район)
Лесной — посёлок в Шемышейском районе Пензенской области России. Входит в состав городского поселения рабочий посёлок Шемышейка.

## География
Посёлок находится на юго-востоке центральной части Пензенской области, в пределах северного склона холмистой Хвалынской гряды, в лесостепной зоне, на расстоянии примерно 3 километров (по прямой) к северо-востоку от Шемышейки, административного центра района. Абсолютная высота — 200 метров над уровнем моря.

### Климат
Климат характеризуется как умеренно континентальный. Средняя температура воздуха самого тёплого месяца (июля) — 20 °C (абсолютный максимум — 38 °C); самого холодного (января) — −19 °C (абсолютный минимум — −44 °C). Безморозный период длится 126 дней. Период активной вегетации составляет 135—145 дней. Годовое количество атмосферных осадков — 490 мм, из которых большая часть выпадает в тёплый период. Снежный покров держится в течение 149 дней.

### Часовой пояс
Посёлок Лесной, как и вся Пензенская область, находится в часовой зоне МСК (московское время). Смещение применяемого времени относительно UTC составляет +3:00.

## Население
| 2010 |
| ---- |
| 251  |

### Национальный состав
Согласно результатам переписи 2002 года, в национальной структуре населения русские составляли 50 %, мордва — 49 %.